# Fei-Fei Li
Fei-Fei Li (narozena 1976) je čínsko-americká vědkyně v oboru informatiky a profesorka na Stanfordově univerzitě. Bádá v oboru umělé inteligence a počítačového vidění, přispěla k vývoji velkých databází obrázků a videí. Li také působila jako ředitelka Stanford Artificial Intelligence Lab a Stanford Vision Lab a byla činná v různých akademických a průmyslových organizacích, jako je Asociace pro počítačovou techniku (ACM) a Google.